# Walter Sullivan (jurnalist)
Walter Seager Sullivan, Jr (18 ianuarie 1918 – 19 martie 1996) a fost considerat "decanul" scriitorilor științifici.
Sullivan și-a petrecut cea mai mare din cariera sa ca reporter științific pentru New York Times. Într-o carieră de peste 50 de ani, el a acoperit toate aspectele științei - expediții antarctice, lansări de rachete la sfârșitul anilor 1950, fizică, chimie și geologie.
A scris mai multe cărți bine-primite, printre care Assault on the Unknown despre Anul Geofizic Internațional; We are not alone, un bestseller despre căutarea inteligenței extraterestre; Continents in Motion; Black Holes: the Edge of the Space, the End of Time; și Landprints. Sullivan a câștigat aproape fiecare premiu atribuit unui jurnalist științific, inclusiv Medalia Daly a Societății Americane de Geografie, Premiul George Polk, Distinguished Public Service Award al National Science Foundation, Science writing award al AIP; James T. Grady-James H. Stack Award for Interpreting Chemistry for the Public din partea American Chemical Society și American Association for the Advancement of Science. În 1980 Sullivan a primit Public Welfare Medal decernată de National Academy of Sciences.
American Geophysical Union și-a numit premiul său pentru jurnalism științific după Sullivan.